# José de la Cuesta
José Julián de la Cuesta Herrera (Medellín, 10 febbraio 1983) è un ex calciatore colombiano, di ruolo difensore.